# Rajko Kuzmanović

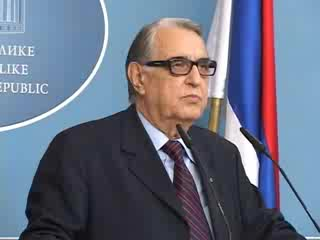
Rajko Kuzmanović, 2010

Rajko Kuzmanović (* 1. Dezember 1931 in Čelinac bei Banja Luka) ist ein bosnischer Politiker. Von Dezember 2007 bis November 2010 war er Präsident der Republika Srpska innerhalb Bosnien-Herzegowinas.
Nach einer Ausbildung zum Lehrer studierte Kuzmanović Rechtswissenschaften in Zagreb. Zugleich studierte er auch Soziologie und Pädagogik. Sein Jurastudium in Zagreb beendete er 1977 und promovierte danach an der Juristischen Fakultät in Mostar.
Seit der Gründung des Rechtswissenschaftlichen Instituts der Universität Banja Luka im Jahre 1975 lehrte Kuzmanović hier u. a. Öffentliches Recht und Vergleichende Politikwissenschaft. Von 1983 bis 1985 war er Dekan der Rechtswissenschaftlichen Fakultät und von 1996 bis 2000 Dekan der Fakultät für Betriebswirtschaftslehre. Zeitweise war er auch Vizekanzler und Kanzler der Universität.
Ab 1994 war Kuzmanović neben seiner Lehrtätigkeit an der Universität auch Richter des Verfassungsgerichts der Republika Srpska. 1998 wurde er zu dessen Präsident ernannt.
2007 trat Kuzmanović bei den Präsidentschaftswahlen der Republika Srpska für den Bund der Unabhängigen Sozialdemokraten an. Die Wahl war angesetzt worden, nachdem Präsident Milan Jelić nach einem Herzinfarkt unerwartet verstorben war. Beim Urnengang am 9. Dezember konnte Kuzmanović knapp 42 % der Stimmen auf sich vereinen und gewann so die Wahl. Sein stärkster Konkurrent, Ognjen Tadić von der Serbischen Demokratischen Partei kam auf 35 % der Stimmen. Die Vereidigung fand am 28. Dezember 2007 statt.
Kuzmanović trat als Präsident der Republika Srpska gegen eine weitere Stärkung der Zentralregierung in Sarajevo ein und fordert die Rückgabe einiger Kompetenzen an die Teilstaaten. Seine Wahl stärkte die Macht des Bundes der Unabhängigen Sozialdemokraten, der nun sowohl das Amt des Staatsoberhauptes, als auch mit Milorad Dodik das des Regierungschefs stellte.
Bei den Wahlen 2010 verzichtete Kuzmanović auf eine Kandidatur. Sein Nachfolger wurde Milorad Dodik, neuer Ministerpräsident Aleksandar Džombić.
Kuzmanović ist verheiratet. Neben serbisch spricht er fließend russisch.
| Personendaten    | Personendaten                   |
| ---------------- | ------------------------------- |
| NAME             | Kuzmanović, Rajko               |
| KURZBESCHREIBUNG | bosnischer Jurist und Politiker |
| GEBURTSDATUM     | 1. Dezember 1931                |
| GEBURTSORT       | Čelinac bei Banja Luka          |